# Пьотър Бекетов
Пьотър Иванович Бекетов (на руски: Пётр Иванович Бекетов) е руски войвода, пътешественик, изследовател на Сибир, основател на няколко сибирски града – Якутск, Чита, Нерчинск, Ольокминск.

## Ранни години (1600 – 1630)
Роден е около 1600 година, но точната дата и място на раждане не са известни. През 1624 постъпва на държавна служба в полка на стрелците, а през 1627 е изпратен в Сибир.
През 1628 г. е изпратен от енисейския войвода при забайкалските буряти, за да ги обложи с данък. Справя се отлично със задачата си, събира голям данък (на руски: ясак, който се изразява главно в ценни животински кожи) и става първият европеец, преодолял ангарските прагове. В земята на бурятите построява първото руско селище в района – Рибинския острог.

## Изследователска дейност (1630 – 1656)

### Откриване на р. Лена (1630 – 1639)
През есента на 1630 г., Бакетов начело на 20 казаци, през Усткутския острог се изкачва по река Лена до устието на река Анай и открива около 500 км от горното ѝ течение, като почти стига до изворите ѝ. В устието на Анай Бекетов оставя половината от хората си начело с десятника Андрей Дубин да събират данък от местните буряти, а сам с останалите казаци се спуска по Лена до устието на река Куленга (54° 06` с.ш.) Оттам се насочва на запад, но е принуден да отстъпи, защото получава сериозен отпор от местните буряти.
През пролетта на 1631 г., Бекетов с отряд от 30 казаци, започва спускане по Лена. През есента на 1632, недалеч от устието на река Алдан, основава град Якутск (тогава крепост под името Ленский острог), който след 10 години е преместен на 15 км надолу по реката, на по-удобно място. Скоро основаният от него град става отправен пункт за множество руски експедиции на север към Северния ледовит океан, на изток към Тихия океан, а малко по-късно и на юг към река Амур. През юни 1632 надолу до устието на Лена по заповед на Бекетов се спуска отряд от 9 казаци начело с Иван Падерин, който по този начин става първият руснак, преминал по цялото течение (4400 км) на огромната река.
През август 1632 надолу по реката е изпратен отряд от енисейски казаци начело с Алексей Архипов, които на Северния полярен кръг, на левия бряг на реката, основават град Жиганск. През пролетта на 1633 други казаци, изпратени от Бекетов, се опитват да се изкачат по река Вилюй (ляв, най-големия приток на Лена), за да обложат с данък евенките, живеещи по течението на река Марха (най-големия ляв приток на Вилюй), но опитът им се проваля.
През 1636 г. в устието на река Ольокма (десен приток на Лена) Бекетов основава град Ольокминск (тогава крепост, по-късно преместен на 12 км западно, поради чести наводнения), от който през следващите 3 години се изкачва по река Ольокма и основния ѝ приток река Чара, а също и по реките Голям Патом и Витим (десни притоци на Лена) и първи пребивава в северните и западните части на Патомското плато.
През 1640 г., след 13-годишно пребиваване в Сибир, заминава за Москва и отнася със себе си 11 хил. рубли събрани данъци. По време на престоя си в Москва е произведен в казашки атаман и награден със собствена земя и крепостни селяни в Енисейск.

### Изследване на р. Амур (1652 – 1656)
През 1652 – 1653 г. по заповед на енисейския войвода предприема нов поход на изток към забайкалските буряти за установяване на руска власт над тях.
През юни 1652 г., с отряд от 100 казаци, Бекетов се изкачва по Енисей и Ангара до Братск. Оттам изпраща към езерото Байкал и устието на река Селенга група от 50 души начело с Иван Максимов, която подготвя място за зимуване, като основава острога Уст Прорва. В началото на юли 1653 обединеният вече отряд се изкачва по Селенга и притока ѝ Хилок до езерото Ирген, където основава нов острог. През късната есен на 1653 г. с отряд от 53 души преодолява Яблоновите планини и се спуска в долината на река Ингода, но рано настъпилата зима го принуждава да се завърне в зимовището на река Хилок.
През май 1654 г., след като Ингода се размразява, той се спуска по нея и до устието на река Чита основава сегашния град Чита. Продължава надолу по Ингода, достига до река Шилка и срещу устието на река Нерча основава новото селище Верчинск. Отрядът продължава плаването си надолу по Шилка и достига до сливането ѝ с река Аргун, откъдето започва Амур. Оттам продължават надолу по Амур, като проследяват горното течение (900 км) на реката до устието на река Зея, където се съединяват с казаците на Онуфрий Степанов, назначен за управител на тези земи на мястото на Ерофей Хабаров. Там обединеният руски отряд (около 500 души) провежда зимуване.
През 1655 г. Бекетов със своите казаци събира богат данък от местното население и се спуска до устието на Амур, където извършва ново зимуване. През август 1656 се изкачва по Амур и през Нерчинск се завръща в Енисейск. По този начин Бекетов става първия, който проследява цялото течение на Амур – от сливането на Шилка и Аргун до устието (2824 км) и обратно.

## Следващи години (1656 – 1661)
След завръщането си през 1656 г., от този момент нататък историческите факти за дейността на Бекетов са противоречиви. Според някои източници умира в имението си в Енисейск през 1656, а според други, след четиригодишни скитания в басейна на Амур, през 1660 се завръща в Енисейск с голямо количество събрани кожи и умира през 1661 г.